# Grünlanddeklaration
Die Grünlanddeklaration ist ein in Österreich seit etwa 1980 verwendeter Begriff.
Diese Deklaration soll mangels anderer Gesetzgebung feststellen, wo in einer Gemeinde schützenswertes und unantastbares Grünland besteht. Insbesondere soll auf im öffentlichen Eigentum befindlichen, als Grünland definierten Grundstücken nichts gebaut werden können.

## Zielsetzungen
Grünlanddeklarationen sollen sicherstellen, dass die Lebensqualität – vor allem in Großstädten für die Bewohner sowie vor allem die Anrainer der als Grünland deklarierten Flächen – nicht beeinträchtigt wird, und gelten als wichtiger Bestandteil des Naturschutzes.
Das Existieren der Grünlanddeklarationen ist aber auch mit Problemen verbunden, da es politisch Verantwortlichen dadurch äußerst schwer gemacht wird, auf eine in der Gemeinde bzw. Stadt um sich greifende Wohnungsnot bzw. Obdachlosigkeit vieler Menschen geeignet zu reagieren, etwa durch den Bau geförderter Wohnungen. Letzteres würde oft bedeuten als Grünland deklarierte Flächen für den Wohnbau nutzen zu müssen. Dies kann dann Gegenstand erbitterter politischer Auseinandersetzungen sein, da die Anrainer oft nicht nachvollziehen können oder auch wollen, dass die Umwidmung von Grünland in zum Bau freigegebenes Land zur Bekämpfung der Wohnungsnot bzw. der Obdachlosigkeit in der Gemeinde bzw. Stadt notwendig geworden ist. Sie werden dabei oft von den Printmedien (erfolgreich) unterstützt, so dass in der Regel davon ausgegangen werden kann, dass einmal als Grünland deklarierte Flächen nie wieder für Bauvorhaben zur Verfügung stehen werden.

## Anwendung
Anwendung findet die Grünlanddeklaration derzeit im Bereich der Städte Wien (Wiener Grüngürtel) und Salzburg (Grünlanddeklaration und Grüngürtel im Salzburger Ballungsraum).